# Croton mentiens
Espèce
Croton mentiens est une espèce de plantes à fleurs du genre Croton et de la famille Euphorbiaceae présente au Brésil (Mato Grosso).
Il a pour synonyme :
- Heterocroton mentiens, S.Moore